# Jason Verrett
Jason Verrett (Fairfield, 13 maggio 1991) è un giocatore di football americano statunitense che gioca nel ruolo di cornerback per i San Francisco 49ers della National Football League (NFL). Fu scelto come 25º assoluto nel Draft NFL 2014. Al college ha giocato a football con gli Horned Frogs della Texas Christian University.

## Carriera universitaria
Dopo aver giocato a football per la Rodriguez High School della sua città natale, Fairfield, presso la quale giocò sia come defensive back che come running back, Verrett non ricevette alcuna borsa di studio da college del circuito NCAA, così optò per giocare in un junior college, il Santa Rosa Junior College, presso il quale fu inserito nel First-team All-Conference nel 2010.
Ciò gli valse la chiamata da parte di TCU con cui nel primo anno prese parte a tutti e 13 gli incontri stagionali, scendendo in campo 10 volte come titolare e mettendo a referto 58 tackle di cui 1,5 con perdita di yard, un intercetto e 4 passaggi deviati. L'anno seguente disputò tutti e 13 gli incontri da titolare, chiudendo la stagione con 63 tackle di cui 5 con perdita di yard, 6 intercetti e 16 passaggi deviati che gli valsero l'inserimento nel First-team All-American da parte di Sports Illustrated e l'inserimento nel First-team All-Big 12. Nel suo ultimo anno collegiale, fu titolare in tutti ed 11 gli incontri cui prese parte mettendo a referto 39 tackle di cui 3,5 con perdita di yard, 2 intercetti e 14 passaggi deviati che gli valsero ancora una volta l'inserimento nel First-team All-American da parte della Walter Camp Football Foundation e di Fox Sports e l'inserimento nel First-team All-Big 12, oltre che l'elezione a Co-Difensore dell'Anno della Big 12.
Vittorie e riconoscimenti
- Poinsettia Bowl (2011)
- Co-Difensore dell'Anno della Big 12 (2013)
- First-team All-American (2012, 2013)
- First-team All-Big 12 (2012, 2013)

## Carriera professionistica

### San Diego/Los Angeles Chargers
Verrett è considerato uno dei migliori cornerback nel Draft 2014 ed era pronosticato per esser scelto tra 1º e 2º giro. L'8 maggio fu selezionato come 25º assoluto dai San Diego Chargers. Debuttò come professionista subentrando nel Monday Night Football della settimana 1 perso contro gli Arizona Cardinals e mettendo a segno 4 tackle. La domenica successiva partì per la prima volta come titolare facendo registrare 5 tackle nella vittoria sui Seattle Seahawks campioni in carica. Il primo intercetto lo mise a segno sull'altro rookie Derek Carr nella settimana 6 contro gli Oakland Raiders. Considerato un candidato per il premio di rookie difensivo dell'anno, la sua promettente stagione si chiuse in lista infortunati per la frattura di una clavicola subita a inizio novembre.
Verrett tornò in campo come titolare nel primo turno della stagione 2015 contro i Detroit Lions. Il primo intercetto lo fece registrare nel Monday Night Football della settimana 9 su Jay Cutler dei Chicago Bears, ritornandolo in touchdown. La sua annata si chiuse con 47 tackle, 12 passaggi deviati e 3 intercetti in 14 presenze, tutte tranne una come titolare, venendo convocato per il primo Pro Bowl in carriera al posto dell'infortunato Darrelle Revis.
Nel 2016, Verrett si infortunò nel quarto turno, perdendo il resto della stagione. Tornato in campo nella settimana 1 del 2017, subì un nuovo grave infortunio contro i Miami Dolphins, chiudendo immediatamente anche quell'annata.

### San Francisco 49ers
Nel 2019 Verrett firmò con i San Francisco 49ers. Nel marzo del 2021 firmò un nuovo contratto annuale del valore di 5,5 milioni di dollari.

## Palmarès

### Franchigia
- National Football Conference Championship: 1

San Francisco 49ers: 2023

### Individuale
- Convocazioni al Pro Bowl: 1

2015

## Statistiche
| Partite totali      | 20 |
| Partite da titolare | 17 |
| Tackle totali       | 66 |
| Sack                | 0  |
| Intercetti          | 4  |

Statistiche aggiornate alla stagione 2015